# Língua piripkúra
O Piripkúra é uma língua da família linguística tupi-guarani, pertencente ao tronco tupi. É falada pelos piripkuras da Terra Indígena Piripkura, no noroeste do estado brasileiro de Mato Grosso.

## Demografia
Os Piripkúra foram contactados em 1984, e outra vez em 2007 (Aguilar 2015: 135).
Há três sobreviventes Piripkura:
- Dois homens chamados Tikum e Monde’i. Vivem em isolamento voluntário no norte de Mato Grosso, na Terra Indígena Piripkura.
- Uma mulher chamada Rita Piripkura (ou Rita Kawahiva[3]), casada com um homem Karipúna em Rondônia (Denófrio, 2013, p.11[4]).[1]

Segundo Christ 2009, p. 130:
[O Piripkura] é um grupo Tupi Kawahib localizado entre os rios Branco e Madeirinha, afluentes da margem esquerda do rio Roosevelt, nos municípios de Colniza e Rondolândia (MT). São conhecidos pela denominação Piripkúra, dada pelos seus vizinhos Gavião-Ikoleng, do povo Mondé e significa borboleta, mariposa. ... Uma integrante
do grupo, Rita Kawahiva, informou que o grupo era de dez a quinze pessoas.

## Classificação
O Piripkúra pertence ao complexo linguístico Kawahíwa.
Segundo Ana Cabral (2009: 8), a língua Piripkúra "apresenta características que, por um lado a aproxima do Uru-Eu-Wau-Wau, do Amondáwa e do Karipúna, mas possui outras características que a aproximam do grupo Parintintín, Jiahói e Tenharim."

## Vocabulário
Algumas palavras Piripkura segundo a informante Rita Piripkura (Santos, Candor & Cabral 2017):

### Animais
Alguns nomes de animais:
| Piripkura    | Português                                      |
| ------------ | ---------------------------------------------- |
| nambúa       | nambú                                          |
| mutúa        | mutum                                          |
| jakúa        | jacu                                           |
| tapi'íra     | anta                                           |
| tajaúa       | queixada                                       |
| taitúa       | cateto                                         |
| ywýrapára    | arco                                           |
| 'y'ýwa       | flecha                                         |
| akará        | cará                                           |
| pijawá       | piau                                           |
| tare'ýra     | traíra                                         |
| tijú         | jeju                                           |
| ijĩ'á        | bodó                                           |
| txawe'wýra   | arraia                                         |
| ambuatá      | camboatá                                       |
| juparáju'ía  | jandaíra                                       |
| heíra po'á   | espécie de abelha                              |
| ywahúa       | abelha pai                                     |
| heiretéa     | uruçu                                          |
| borouhúa     | espécie de abelha pequena                      |
| tata'íra     | abelha de fogo                                 |
| heiryy'ría   | espécie de abelha que fica no cipó (no chão)   |
| akupytanuhúa | abelha grande que produz mel no mês de janeiro |
| tapemánga    | espécie de abelha                              |
| jakaré       | jacaré (Caiman spp., Paleosuchus spp.)         |
| karuwáruhúa  | paca (Agouti paca)                             |
| txautxía     | jabuti (Geochelone spp.)                       |
| tajahúa      | porco-do-mato (Tayassu pecari; Pecari tajacu)  |
| ijĩ'á        | peixe bodó                                     |

### Plantas
Alguns nomes comuns de plantas:
| nome Piripkura            | nome comum           | nome científico                | uso                   |
| ------------------------- | -------------------- | ------------------------------ | --------------------- |
| aju'ybá                   | abiu                 | Pouteria sp. 1; Pouteria sp. 2 | fruto                 |
| owetíngapauhúa            | abiu                 | Pouteria torta                 | fruto                 |
| aju'ybá ipotýra           | abiu-cotite          | Pouteria macrophylla           | fruto                 |
| aju'ybárána               | abiurana             | Pouteria caimito               | fruto                 |
| yway'áka                  | angelim              | Dinizia excelsa                | conhece               |
| bureápikía                | araça                | Eugenia sp. 1                  | fruto                 |
| pubururéa piránga         | araça                | Eugenia sp. 2                  | fruto                 |
| hemu'y'ýwa                | araça-de-anta        | Bellucia grossularioides       | fauna                 |
| oký ta'a i'a              | arariúba             | Minquartia guianensis          | conhece               |
| Inatáuhúa                 | babaçu               | Orbignya phalerata             | fruto; tapiri         |
| panakúpupéja              | bacaba               | Oenocarpus bacaba              | fruto                 |
| yhýka/jutahýka            | breu                 | Protium heptaphyllum           | fruto; resina         |
| majĩkujýwa                | buriti               | Mauritia flexuosa              | fruto; artesanato     |
| jumitauhúa                | cacau (tem na terra) | Theobroma sp. 1                | fruto                 |
| tarapúa                   | cacau                | Theobroma sp. 2                | fruto                 |
| kupu'ía                   | cacauí               | Theobroma speciosum            | fruto                 |
| txitykywýwa               | cachimbeira          | Cariniana rubra                | fruto                 |
| akajáb                    | cajá                 | Spondias mombin                | fruto                 |
| akajuhúa                  | cajuí                | Anacardium giganteum           | fruto                 |
| aerembíwe'ýma             | cambuí               | Psidium sartorianum            | fauna                 |
| jã                        | castanha             | Bertholletia excelsa           | fruto                 |
| timó/moapáwuhúa           | cipó-timbó           | (não identificado)             | pesca                 |
| ipóa                      | cipó-titica          | Heteropsis flexuosa            | utensílio             |
| txyrykytíwopéa            | copaíba              | Copaifera langsdorffii         | fauna                 |
| ejoybába píra             | copiúva              | Tapirira guianensis            | fruto                 |
| jumitahýma                | cupuaçu              | Theobroma grandiflorum         | fruto                 |
| makawa'ýwuhúa             | embaúba              | Cecropia sp. 1                 | corda para arco; rede |
| amba'ýwa                  | embaúba (pequena)    | Cecropia sp. 2                 | corda para arco; rede |
| ?                         | envira-preta         | Bocageopsis multiflora         | conhece               |
| inamburú'ywopéa           | faveiro              | Gleditschia sp.                | conhece               |
| hea'netangiwauhúa         | guanandi             | Calophyllum brasiliensis       | fruto                 |
| amba'ýwarána              | imbaubarana          | Pourouma guianensis            | fruto                 |
| inata'ýwa                 | inajá                | Maximiliana maripa             | fruto                 |
| ykangaká                  | ingá                 | Inga edulis                    | fruto                 |
| ingáperemu'húa            | ingá                 | Inga sessilis                  | fruto                 |
| paji'ýja                  | ingá-feijão          | Inga cylindrica                | fruto                 |
| ynga'ía                   | ingá-mirim           | Inga laurina                   | fruto                 |
| ywyruajirána              | ingarana             | Dimorphandra macrostachya      | conhece               |
| ?                         | ipê-amarelo          | Handroanthus ochraceus         | arco; ponta de flecha |
| kujapi'ýwa                | itaúba               | Mezilaurus itauba              | fauna                 |
| juta'ýwa                  | jatobá               | Hymenaea sp.                   | fruto                 |
| piraiwýwa                 | jatobá-mirim         | Guibourtia sp.                 | conhece               |
| jandypáwa                 | jenipapo             | Genipa americana               | fruto                 |
| juta'ía                   | jutaí-pororoca       | Dialium guianense              | fruto                 |
| aweting'ýwa/howetxiby'ría | maçaranduba          | Manilkara huberi               | fruto                 |
| ywotyrýwa                 | matamatá             | Lecythis chartacea             | fauna                 |
| ywarapi'yja               | muirapinima          | Brosimum guianense             | fruto                 |
| manikujúwa                | murici-da-capoeira   | Byrsonima sp.                  | fruto                 |
| kwarámandyjúwa            | paineira-barriguda   | Ceiba sp.                      | conhece               |
| apirahya                  | pajurá               | Couepia bracteosa              | fruto                 |
| pindóab                   | patauá               | Oenocarpus bataua              | fruto                 |
| kwapaýwa'uhúa             | pau-breu             | Symphonia globulifera          | fauna                 |
| embýra'ýwa                | pau-de-embira        | Xylopia frutescens             | conhece               |
| makwawa'ywuhúa            | pequiarana           | Caryocar microcarpum           | fauna                 |
| peki'á                    | piquiá               | Caryocar villosum              | fruto                 |
| ipykáwa                   | pupunha-brava        | Bactris sp.                    | arco                  |
| akajárána                 | pupunharana          | Duckeodendron cestroides       | fauna                 |
| ?                         | rebenta-laço         | Banara arguta                  | fauna                 |
| txúwa                     | sorva                | Couma utilis                   | fruto                 |
| ?                         | taxi-branco          | Sclerolobium paniculatum       | conhece               |
| timbo'ýwopéa              | tamboril             | Enterolobium timbouva          | fauna; pesca          |
| kirupina'é                | tarumã               | Vitex cymosa                   | fruto                 |
| ywaputuka'ýwa             | tatajuba             | Bagassa guianensis             | fauna                 |
| jityky'wýba               | tauari               | (não identificado)             | embira para rede      |
| ?                         | umari                | Poraqueiba sericea             | fruto                 |
| urukú                     | urucum               | Bixa orellana                  | pintura               |
| muntu'úba                 | uxi                  | Endopleura uchi                | fruto                 |
| witirána                  | uxirana              | Sacoglottis guianensis         | fruto                 |